# ムバーラク・シャー (サイイド朝)
ムバーラク・シャー（? - 1434年）は、インド北部を支配したサイイド朝の第2代君主（在位：1421年 - 1434年）。

## 生涯
初代君主であるヒズル・ハーンの子。1421年の父の死で即位した。父と同じく勢力拡大を目指して強攻策を採る。父は前王朝のトゥグルク朝の貨幣をそのまま使用していたが、ムバーラクは1429年に独自の貨幣を鋳造した。さらに父が服属していた宗主国・ティムール朝からの独立を宣言する。これがシャー・ルフの怒りを買って討伐を受けるが、これを撃退して独立を明確化した。
しかしこれは逆にティムール朝の後援を得ることができなくなったことも意味していた。これにより、逆に王朝内での権力闘争を勃発させる。もともとデリー一帯を支配するしかないほど君主権が脆かったムバーラクではこの権力闘争を抑えきれず、1434年に宰相のサルヴァル・アルムルクに殺されてしまった。
後を甥のムハンマド・シャーが継いだ。